# Hispanoamerika
| Unabhängige Staaten, Bundesstaaten der USA und Provinzen Kanadas nach Anteil spanischer Muttersprachler |       |      |
|  50 %                                                                                                   |  20 % |  5 % |
|  30 %                                                                                                   |  10 % |  2 % |

Unter Hispanoamerika oder Spanischamerika werden die Gebiete Lateinamerikas verstanden, in denen der überwiegende Teil der Bevölkerung Spanisch spricht und durch die spanische Kultur geprägt ist. Vom hispanoamerikanischen Raum ausgeschlossen sind u. a. Brasilien, Belize (wobei hier fast 50 Prozent der Bevölkerung spanischer Muttersprache ist, diese Sprache jedoch keinen offiziellen Status hat), Suriname, Haiti, Guyana und Jamaika. Die Länder Hispanoamerikas sind ehemals spanische Kolonien mit zum größten Teil römisch-katholischer Bevölkerung.

## Länder Hispanoamerikas
| Argentinien             | Bolivien          | Chile       |
| Kolumbien               | Costa Rica        | Kuba        |
| Dominikanische Republik | Ecuador           | El Salvador |
| Honduras                | Guatemala         | Mexiko      |
| Nicaragua               | Panama            | Paraguay    |
| Peru                    | Puerto Rico (USA) | Uruguay     |
|                         | Venezuela         |             |